# Sistema de moderação
Sistema de moderação é a ferramenta utilizada em páginas da web e blogs para disciplinar o acesso de internautas e o carregamento (upload) de conteúdo por estes.

## Sistema livre e suas desvantagens
Dentro da filosofia de que a rede mundial de computadores deve ser um universo de liberdade de comunicação e informação, a maioria das páginas da web e blogs não cria qualquer restrição à visitação dos internautas em geral e lhes permite, ao menos, fazerem comentários sobre o conteúdo da página visitada.
Este sistema totalmente livre é também o ideal para que mantém um site ou um blog com o intuito de obter vantagens financeiras. Sem criar embaraços à visitação e à circulação de informações, maior se torna a possibilidade de conseguir um maior número de visitantes (page views) e assim se tornar atraente como espaço publicitário para possíveis anunciantes.
Em contrapartida, este sistema apresenta a desvantagem de dar guarida a postagens anônimas e e-mails falsos com a conseqüente perda de controle do conteúdo pelo titular ou administrador da página.
No Brasil, este aspecto desfavorável passou a merecer especial atenção a partir de setembro de 2006, quando, em decisão inédita, que alarmou a comunidade virtual, em especial a blogosfera, o blog Imprensa Marrom, especializado em críticas à imprensa, foi condenado por uma juíza de São José dos Campos a pagar R$ 3.500,00 a um cidadão que se sentiu ofendido por mensagens postadas na seção de comentários do site.
O comentário, postado por um usuário não identificado, xingava um dos sócios de uma empresa de São José dos Campos. A empresa e o sócio ofendido entraram diretamente na Justiça, sem tentar qualquer contato prévio com o editor do blog.
A sentença da juíza, que não é definitiva, argumentou: “ao disponibilizar espaço para a divulgação democrática do conteúdo inserido por terceiros o editor assume o risco sobre expressões ofensivas veiculadas”  No entendimento da decisão, os comentários são parte do blog, daí não ter valor jurídico a advertência eventualmente colocada pelo blogueiro de que não se responsabiliza pelo conteúdo dos comentários.

## Tipos de sistema de moderação
Ao adotar um sistema de moderação e colocar um filtro nas mensagens dos internautas, os administradores de páginas da web e blogs tornam mais difícil seu trabalho, mas, em compensação, ganham com a melhoria na qualidade dos posts. Existem sistemas de moderação média e alta.

### Sistemas de moderação média
Para foruns que não exijam cadastro, a moderação média se faz por um mecanismo de exclusão por palavras, não sendo veiculados comentários ou mensagens que contenham palavras consideradas impróprias pelo administrador da página. É feita ainda a identificação por IP, para evitar comentários repetidos, tanto por software quanto por usuários.
Este sistema apresenta a desvantagem de ser facilmente burlado até por quem não tem conhecimentos avançados de informática.
Quando exigível cadastro dos usuários, não se permitindo a opção dos comentários anônimos, a moderação se faz com o uso de linguagens de programação. Neste caso, é necessária que o site seja objeto de uma auditoria prestada por uma consultoria externa, como garantia da idoneidade de seu conteúdo..
Este sistema apresenta como vantagem a possibilidade de se punir o usuário cadastrado com penas de suspensão ou até exclusão do site, em caso de comentários abusivos. Mas não impede que o usuário use endereços eletrônicos de e-mail falsos ou hospedados no exterior, o que dificultaria sua localização em caso de ação judicial.

### Sistema de moderação alta
Este é o sistema de identificação por e-mail. Antes de o comentário enviado ser publicado, é enviado um link de confirmação da mensagem para o endereço eletrônico informado. Este sistema previne com eficácia os comentários ofensivos, geralmente postados por quem não quer se identificar e usa e-mails falsos.
Mas, por outro lado, ao ver dificultada a publicação de seu comentário, o usuário se sente desestimulado a colaborar com o site, o que resulta em número menor de visitas, fatal para quem mantém o site com intuito de obter lucro.

## Moderação comunitária
Nos sites em que é expressivo o número de usuários capacitados a fazer comentários ou ir mais além, carregando conteúdo, tem-se adotado a moderação comunitária, também chamada massiva ou coletiva.
É o caso das páginas do BR-Linux.org, que recebem a média de 2.500 comentários por mês, e da Slashdot, um blog dos Estados Unidos, cujas notícias são fornecidas pelos usuários, com 50 milhões de páginas vistas por mês e centenas de milhares de leitores.
Esses sites deram uma solução diferente mas igualmente criativa para o problema de moderação em larga escala, com alguns pontos em comum: criação de uma hierarquia entre os usuários e a capacitação destes como moderadores. O Slashdot chegou a desenvolver um software para esse fim, que negocia no mercado. Pormenores sobre a fórmula adotada por cada um estão nas páginas a seguir indicadas:  e .